# Šterusy
Šterusy é um município da Eslováquia, situado no distrito de Piešťany, na região de Trnava. Tem 11,08 km² de área e sua população em 2018 foi estimada em 498 habitantes.

## Demografia
| Ano:        | 1994 | 2004   | 2014   | 2024   |
| ----------- | ---- | ------ | ------ | ------ |
| Broj ljudi: | 516  | 515    | 504    | 463    |
| Razlika:    |      | -0,19% | -2,13% | -8,13% |

| Ano:               | 2023 | 2024   |
| ------------------ | ---- | ------ |
| Número de pessoas: | 468  | 463    |
| Diferença:         |      | -1,06% |